# Phthinia catawbiensis
Phthinia catawbiensis är en tvåvingeart som beskrevs av Shaw 1940. Phthinia catawbiensis ingår i släktet Phthinia och familjen svampmyggor.
Artens utbredningsområde är North Carolina. Inga underarter finns listade i Catalogue of Life.